# Groveland (California)
Groveland es un lugar designado por el censo ubicado en el condado de Tuolumne en el estado estadounidense de California. En el año 2010 tenía una población de 601 habitantes.

## Geografía
Groveland se encuentra ubicado en las coordenadas 37°49′54″N 120°14′23″O / 37.83167, -120.23972.